# ジェフェルソン・ジ・アラウージョ・ジ・カルヴァーリョ
ジェフェルソン（Jeferson）ことジェフェルソン・ジ・アラウージョ・ジ・カルヴァーリョ（ポルトガル語: Jeferson de Araújo de Carvalho、1996年6月22日 - ）は、ブラジルのサッカー選手。ポジションはDF。

## クラブ歴
AAポンチ・プレッタの下部組織から2013年にトップチームに昇格。その前の2011年9月7日にコパ・ド・ブラジルで初出場。2015年10月15日にカンピオナート・ブラジレイロ・セリエA初出場。

## 代表歴
U-17代表として2013 南米U-17選手権と2013 FIFA U-17ワールドカップに出場した。